# Heliocarpus appendiculatus

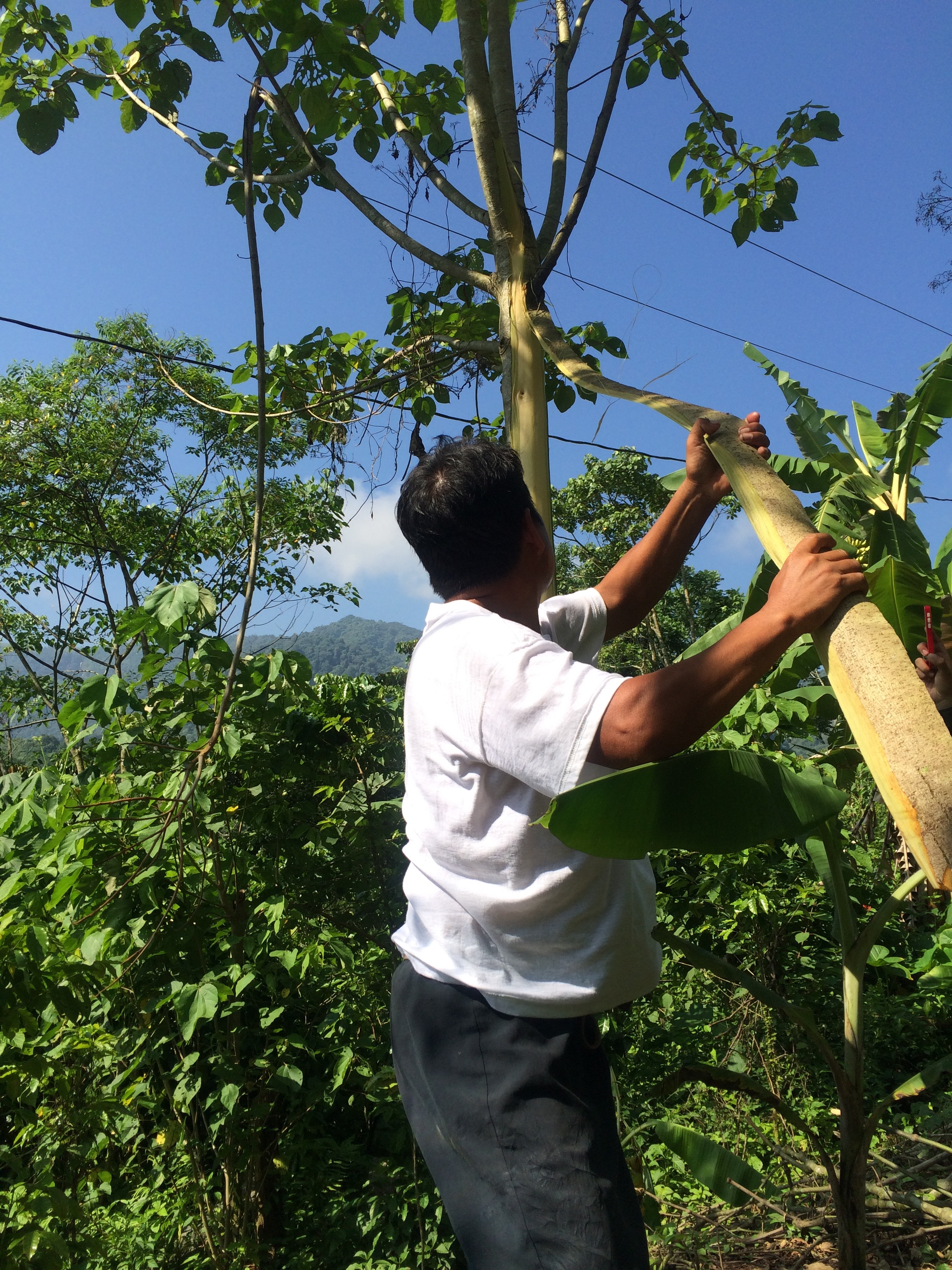
La fibra del jonote se usa para cestería.

El jonote (Heliocarpus appendiculatus) también conocido como burío es un árbol de la familia Malvaceae. Es endémica de México y de Centroamérica. Llega a medir hasta 14 m de altura, hojas alternas ovadas, flores en las puntas de las ramas con pelos rojizos, fruto esférico y comprimido con pelos. En México tiene una distribución potencial al sur de San Luis Potosí y hasta Puebla y en algunas zonas de Oaxaca y Chiapas. Su madera se utiliza para crear cestos o canastas.

## Descripción
Es un árbol de 12 a 14 m (raro hasta 25 m) de altura. Tiene ramas viejas color pardo oscuro, casposas, con pelos simples y ramificados, rojizos, con lenticelas blancas irregularmente distribuidas en su superficie. Las ramas jóvenes (y los ejes de las inflorescencias) casposas, cubiertos de abundantes pelos rojizos.
Las hojas alternas, ovadas, a veces oscuramente 3-lobadas, de hasta 16 cm (raramente hasta 21 cm) de largo y hasta 14 cm (raramente a 20 cm) de ancho, puntiagudas, con dientes irregulares en el margen (hacia la base los dientes glandulares), con la base redondeada o acorazonada y con 2 pequeños lóbulos evidentes (de hasta 5 mm de largo y hasta 7 mm de ancho), con 5 a 7 venas evidentes desde la base, la cara superior verdosa oscuro y con pocos mechones de pelos ramificados, cara inferior blancuzca, con abundantes pelos ramificados. Pecíolos relativamente robustos, de hasta 1 dm de largo, casposos, y abundantes pelos rojizos.
Inflorescencia grande (de hasta 15 cm de largo y 14 cm de ancho), ramificadas, con muchas flores, ubicadas en las puntas de las ramas, a veces en las axilas de las hojas. Los pedúnculos sostienen grupos de 3 flores de hasta 3 mm de largo y los pedicelos de cada flor de hasta 4 mm de largo. Los ejes de las inflorescencias casposas, y abundantes pelos rojizos.
Los botones florales obovoides, ligeramente constreñidos hacia la mitad, de hasta 6 mm de largo, sin apéndices en las puntas de los sépalos. Tiene flores bisexuales; el cáliz de 4 sépalos de hasta 7 mm de largo, angostos, y cara externa verdosa clara y mechones de cortos pelos ramificados, cara interna parda amarillenta, glabra; corola de 4 pétalos más cortos que los sépalos, y su parte más ancha hacia el ápice, 3 venas evidentes; 30 estambres, filamentos de 5 mm de largo unidos a una columna en la base; ovario sostenido por un estípite largo, estilo de hasta el doble del largo del ovario y se divide en dos.
Fruto seco, lateralmente comprimido, circular de 5 mm de largo y 4 mm de ancho, sostenido por un estípite de hasta 8 mm de largo, pelos y cerdas a lo largo de todo el margen (aún en el estípite). Semillas con pelillos ramificados en su superficie.

## Distribución
En México tiene una distribución potencial en los estados de San Luis Potosí, Querétaro, Hidalgo, Veracruz, Puebla, Tlaxcala, Oaxaca y Chiapas.

## Taxonomía
Heliocarpus appendiculatus fue descrita por Porphir Kiril Nicolai Stepanowitsch Turczaninow y publicado en Bulletin de la Société Impériale des Naturalistes de Moscou 31(1): 226. 1858.
Sinonimia
- Heliocarpus chontalensis Sprague[3]

## Nombres comunes
Jonote, corcho, jolocín blanco, colorado, majagua, majagua azul y mozote (Martínez, 1979; Stevens et al., 2001), burío (en Costa Rica).

## Usos

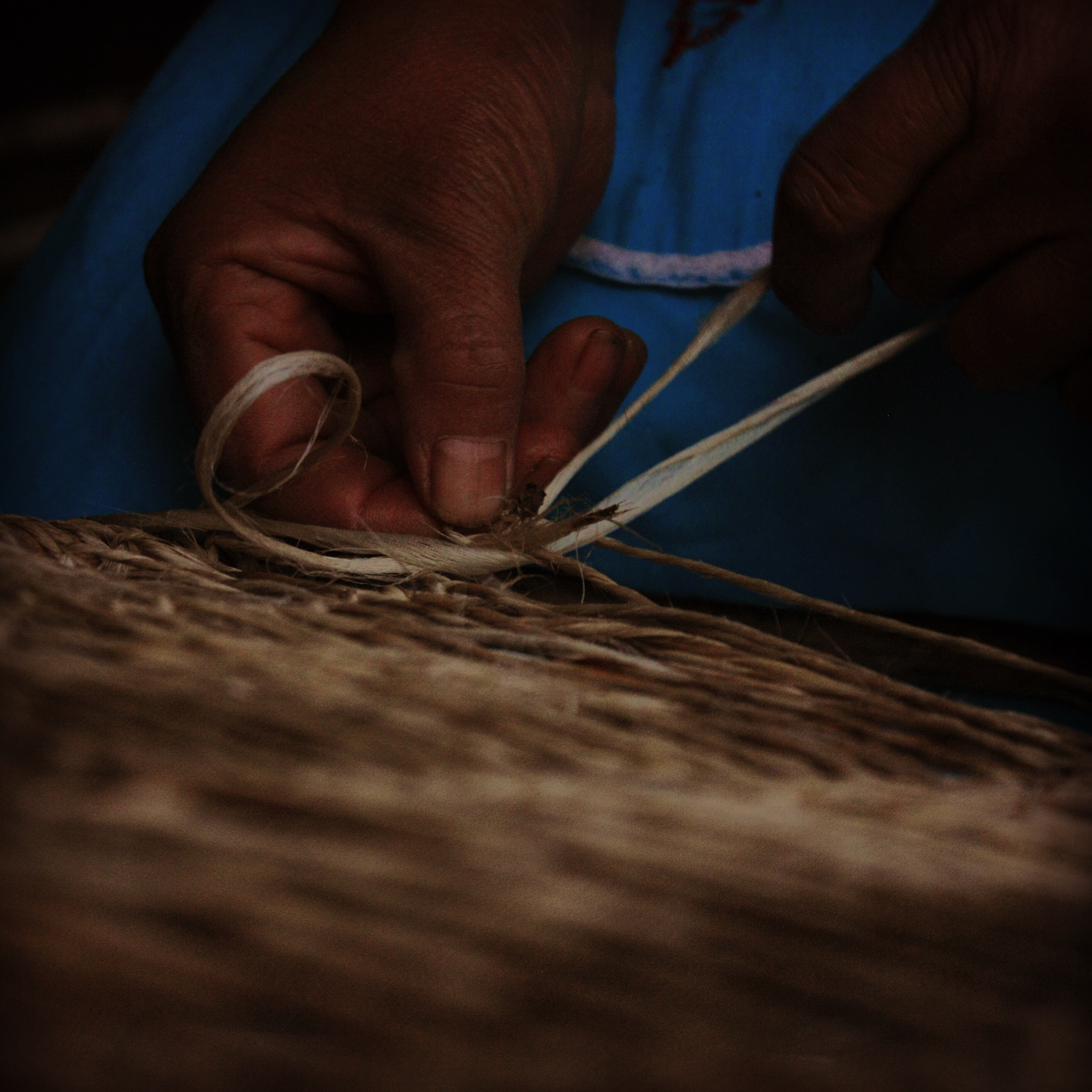
Detalle del trabajo de tejido en jonote

El jonote es empleado para la elaboración de cestería.